# Новотроїцьке (Кам'янський район)
Новотро́їцьке — село в Україні, у Кам'янському районі Дніпропетровської області.
Входить до складу Лихівської селищної громади. Населення — 18 мешканців.

## Географія
Село Новотроїцьке знаходиться в балці Водяна на відстані 1,5 км від села Червона Деріївка. По селу протікає пересихаючий струмок.

## Населення

### Мова
Розподіл населення за рідною мовою за даними перепису 2001 року:
| Мова       | Відсоток |
| ---------- | -------- |
| українська | 100 %    |

## Інтернет-посилання
- Погода в селі Новотроїцьке

1. ↑  Рідні мови в об'єднаних територіальних громадах України — Український центр суспільних даних